# 9664 Brueghel
9664 Brueghel eller 1996 HT14 är en asteroid i huvudbältet som upptäcktes den 17 april 1996 av den belgiske astronomen Eric W. Elst vid La Silla-observatoriet. Den är uppkallad efter målaren Pieter Brueghel den äldre.
Asteroiden har en diameter på ungefär 12 kilometer och den tillhör asteroidgruppen Themis.